# Rafael Martínez
Rafael Martínez Aguilera (Santpedor, 3 marzo 1982) è un ex cestista spagnolo che ha giocato come guardia.

## Carriera
Con la Spagna ha disputato i Giochi del Mediterraneo di Almería 2005.

## Statistiche

### Eurolega
| Anno      | Squadra  | PG | PT | MP   | TC%  | 3P%  | TL%  | RP  | AP  | PRP | SP  | PP   |
| --------- | -------- | -- | -- | ---- | ---- | ---- | ---- | --- | --- | --- | --- | ---- |
| 2010-2011 | Valencia | 21 | 21 | 29,0 | 41,6 | 37,5 | 76,9 | 2,1 | 1,5 | 0,8 | 0,0 | 10,7 |
| 2014-2015 | Valencia | 10 | 6  | 13,3 | 24,2 | 13,6 | 71,4 | 0,8 | 0,7 | 0,5 | 0,0 | 2,4  |
| 2017-2018 | Valencia | 29 | 13 | 15,4 | 48,4 | 44,2 | 87,0 | 1,3 | 1,3 | 0,5 | 0,0 | 6,9  |
| Carriera  | Carriera | 60 | 40 | 19,8 | 42,4 | 37,4 | 81,4 | 1,5 | 1,3 | 0,6 | 0,0 | 7,5  |

## Palmarès
- Campionato spagnolo: 1

Valencia: 2016-17
- Liga catalana: 1

Manresa: 2021
- Eurocup: 3

Valencia: 2009-10, 2013-14, 2018-19
- Supercoppa spagnola: 1

Valencia: 2017